# Vesna Lubej
Vesna Lubej, slovenska filmska in gledališka igralka, * 21. marec 1964, † 2. marec 2016.
Nastopala je v predstavah Slovenskega mladinskega gledališča, Slovenskega narodnega gledališča Drama Ljubljana, Slovenskega ljudskega gledališča Celje, Prešernovega gledališča Kranj in Slovenskega narodnega gledališča Maribor. Zaigrala je tudi v štirih celovečernih in dveh kratkih filmih slovenske produkcije.

## Filmografija
- Nekoga moraš imeti rad (2001, študijski igrani film)
- Nepopisan list (2000, celovečerni igrani film)
- Ljubezen po kranjsko (1991, celovečerni igrani TV film)
- Zakaj jih nisem vse postrelil? (1990, študijski igrani film)
- Ječarji (1990, celovečerni igrani film)
- Moj ata, socialistični kulak (1987, celovečerni igrani film)